# Jenni Vartiainen
Jenni Vartiainen, född 20 mars 1983 i Kuopio, är en finländsk sångare.

## Karriär

### Tidiga åren
Mellan åren 2002 och 2004 var hon med i den finska musikgruppen Gimmel. Med gruppen hade hon vunnit den första säsongen av finska Popstars. År 2005 fick hon ett skivkontrakt med Warner Music Finland och började arbeta på sitt första album. 

### 2007:Ihmisten edessä
Den 5 september 2007 släpptes hennes debutalbum Ihmisten edessä. Albumet nådde sjätte plats på den finska albumlistan och låg totalt 35 veckor på listan. Det sålde fler än 65 000 exemplar. Hennes debutsingel var "Tunnoton" som gavs ut redan den 17 april 2007.
Det var dock hennes andra singel "Ihmisten edessä", med samma titel som albumet, som gjorde henne välkänd efter att den getts ut den 10 augusti samma år. Låten nådde andra plats på den finska singellistan och sålde fler än 16 000 exemplar. Den tredje singeln "Toinen" gavs ut den 26 november 2007 och nådde trettonde plats på singellistan. Ytterligare två singlar, "Mustaa kahvia" och "Malja", gavs ut år 2008 som de två sista från hennes debutalbum. 

### 2010:Seili
Den 29 mars 2010 kom det andra studioalbumet Seili. Albumet blev hennes första att toppa den finska albumlistan och låg kvar totalt 62 veckor på listan. Albumet sålde fler än 146 000 exemplar, mer än dubbelt så många som hennes debutalbum hade sålt. Albumets första singel "En haluu kuolla tänä yönä" gavs ut redan den 1 februari 2010 och blev hennes första singeletta i Finland. Singeln sålde fler än 11 000 exemplar.
Albumets andra singel "Nettiin" gavs ut den 19 juli
 och blev tolva på singellistan. Den tredje singeln "Missä muruseni on" blev precis som albumets första singel även den etta på listan. Den sålde fler än 16 000 exemplar. Innan året var slut släpptes albumets fjärde singel "Duran Duran" som nådde tionde plats på singellistan och sålde fler än 5 000 exemplar. År 2011 gavs "Eikö kukaan voi meitä pelastaa?" ut som albumets femte och sista singel.

## Priser
Vartiainen har vunnit nio priser vid den finska musikgalan Emma. År 2008 vann hon priserna årets debutalbum för Ihmisten edessä och även årets låt för "Ihmisten edessä". Hon var också nominerad till ett tredje pris, årets popalbum.
År 2010 vann hon rekordsättande sju Emma-priser i alla kategorier hon var nominerad i: årets sångare, årets liveartist, årets album (för Seili), årets pop/rock-album (för Seili), årets mest sålda album (Seili), årets låt (för "En haluu kuolla tänä yönä") och årets musikvideo (för "Missä muruseni on"). Vartiainen var även en av de nominerade till priset bästa finska artist vid MTV Europe Music Awards år 2010.

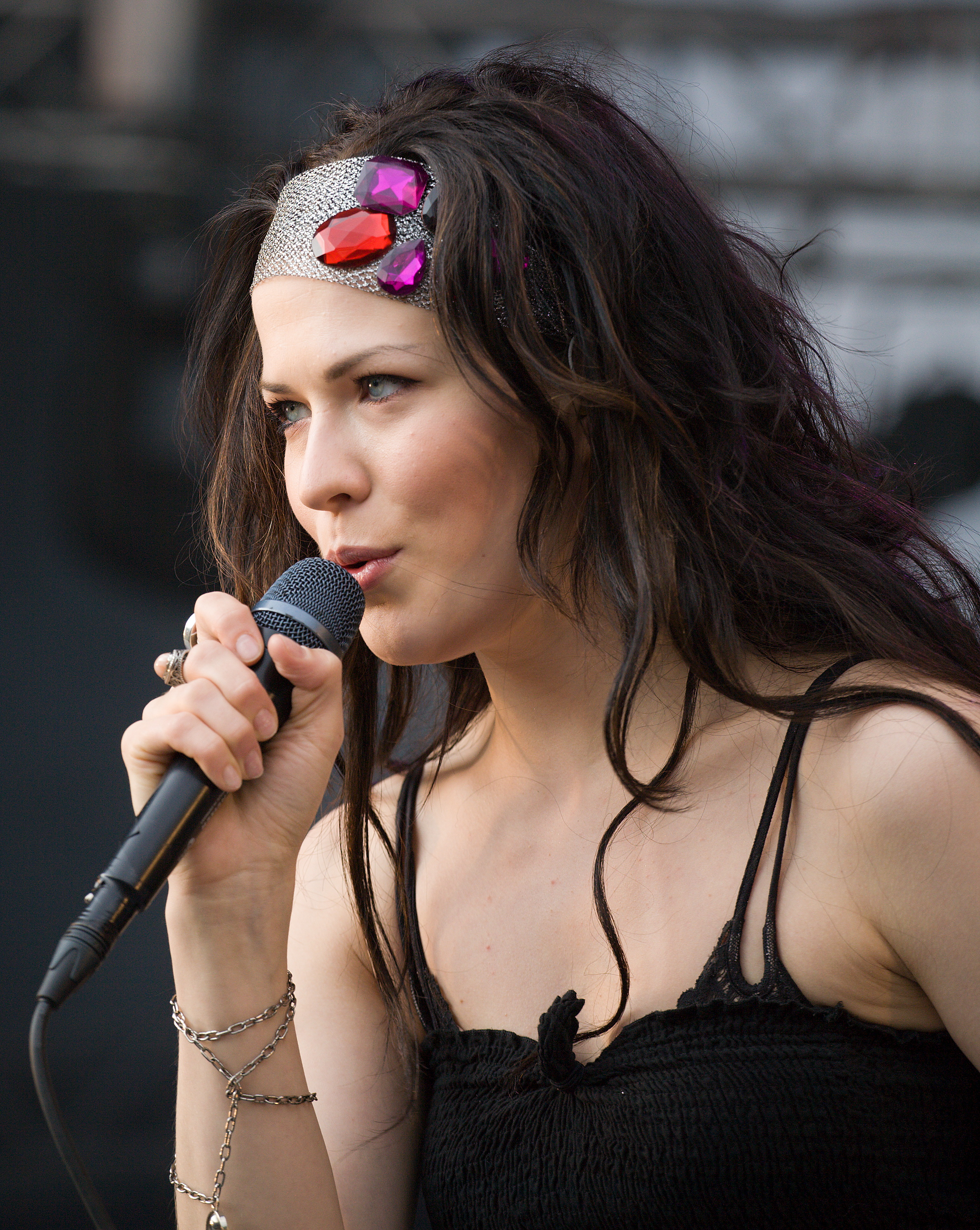
Jenni Vartiainen år 2008

## Diskografi

### Album
- 2007 - Ihmisten edessä
- 2010 - Seili

### Singlar
- 2007 - "Tunnoton"
- 2007 - "Ihmisten edessä"
- 2007 - "Toinen" (promosingel)
- 2008 - "Mustaa kahvia" (promosingel)
- 2008 - "Malja" (promosingel)
- 2010 - "En haluu kuolla tänä yönä"
- 2010 - "Nettiin"
- 2010 - "Missä muruseni on"
- 2010 - "Duran Duran" (promosingel)
- 2011 - "Eikö kukaan voi meitä pelastaa?" (promosingel)
- 2013 - "Junat ja naiset"